# Эльбская филармония
Эльбская филармония (нем. Elbphilharmonie) — концертный зал Гамбурга, расположенный на острове Грасброок на Эльбе.

## История
Разработкой проекта занималось швейцарское архитектурное бюро «Херцог и де Мёрон». Предварительно сдача в эксплуатацию планировалась в 2010 году, однако из-за многочисленных задержек здание было сдано только в январе 2017 года. Цена строительства при этом выросла с предварительных 241 до 789 миллионов евро. Первым выступлением стал концерт Симфонического оркестра Северогерманского радио «Zum Raum wird hier die Zeit».
Филармония строилась в исторически важном месте: в гавани Зандторхафен. В 1875 году здесь был построен самый большой склад в порту Гамбурга — Кайзершпайхер. На складе хранились какао, табак и чай до 1990-х годов. Высота 26-этажного здания составляет 110 м. Здание спроектировано как культурно-жилой центр, кроме большого концертного зала на 2100 мест и малого зала на 550 мест в здании расположен отель на 244 комнаты, 45 квартир, магазины, рестораны и парковка. На восьмом этаже имеется смотровая площадка, открытая для свободного посещения. Каждый день до 17 000 гостей стекаются в Хафенсити, чтобы осмотреть город и гавань; это ставит филармонию в ряд самых популярных достопримечательностей Европы.
Проект предусматривал установку новой стеклянной конструкции швейцарских архитекторов на складе из красного кирпича, построенном в 1963 году гамбургским архитектором Вернером Каллморгеном. Эльбская филармония — это Gesamtkunstwerk.
В центре внимания филармонии — как шедевры классической музыки, так и новая современная музыка. Как отмечают архитекторы Жак Херцог и Пьер де Мерон проекта: «У филармонии есть три образца для подражания: древний театр в Дельфах, архитектура спортивного стадиона и палатка». Архитектурное бюро опиралось на свой опыт проектирования стадионов, в том числе знаменитого пекинского стадиона «Птичье гнездо» (в сотрудничестве с Ай Вейвеем); Матмют Атлантик в Бордо, поддерживаемый тонкими стальными колоннами; и похожая на воздушный шар Allianz Arena в Мюнхене.
Акустику зала проектировал один из самых известных акустиков мира — Ясухиса Тоёта. Он говорил: «Если Вы как акустик сделаете так, чтобы аудитория больше не ощущала большого расстояния до музыки, вы проделали хорошую работу».
Архитекторы расширили концепцию террасы до самого концертного зала, адаптировав знаменитую идею «виноградника» Ганса Шаруна из Берлинской филармонии. Визитная карточка филармонии — 1000 изогнутых напечатанных элементов фасада. Они превращают Эльбфилармонию в огромный кристалл, который отражает и отражает цвета и огни неба, воды и города; окна лоджий в квартирах и в фойе своими выпуклостями напоминают камертоны.